# Max Goeppinger
Max Goeppinger (* 18. April 1900; † Januar 1970 in Los Angeles, Kalifornien, Vereinigte Staaten) war ein US-amerikanischer Techniker, der bei den Academy Technical Achievement Awards 1955 mit einem Oscar für technische Verdienste ausgezeichnet wurde.
Goeppinger und Roland Miller wurden während der Oscarzeremonie im März 1955 im Pantages Theatre in Hollywood in der Kategorie „Wissenschaftlicher oder technischer Preis (Klasse III)“ durch Lauren Bacall ausgezeichnet, indem ihr Name verlesen wurde. Die Auszeichnung erfolgte für das von ihnen entwickelte „Design und die Entwicklung eines magnetischen Tonspurbetrachters mit Kathodenstrahl“ („for the design and development of a cathode ray magnetic sound track viewer“). Ihr damaliger Arbeitgeber, die Magnascope Corporation wurde ebenfalls geehrt.
Über Max Goeppingers Leben ist ebenso wenig etwas bekannt wie über seine weitere berufliche Laufbahn.